# Werner Ringkamp
Werner Ringkamp (* 13. April 1937 in Gütersloh) ist ein deutscher Politiker (CDU).

## Leben
Ringkamp rückte am 1. Juni 1992 über die Landesliste Schleswig-Holstein in den Deutschen Bundestag nach und gehörte diesem bis zum Ende der Wahlperiode 1994 an. Werner Ringkamp wurde 2011 für 50-jährige Mitgliedschaft in der Christlich-Demokratischen Arbeitnehmerschaft und am 14. März 2022 für 60 Jahre Mitgliedschaft in der CDU geehrt.